# پیربلاغ (جلفا)
پیربلاغ یکی از روستاهای استان آذربایجان شرقی است که در دهستان نوجه‌مهر بخش سیه‌رود شهرستان جلفا واقع شده‌است.این روستا ۱۷ نفر جمعیت دارد.

## نام
نام پیربلاغ از دو واژه پیر و بلاغ تشکیل شده که در زبان ترکی آذربایجانی پیر به معنای چشمه مقدس (نام چشمه‌ای همیشه جوشان در پیربلاغ) و بلاغ به معنای چشمه است. ساکنان اولیه پیربلاغ را خانواده‌های ملک‌زاده پیربلاغی و... تشکیل میدهند.